# Xã Perry, Quận Hocking, Ohio
Xã Perry (tiếng Anh: Perry Township) là một xã thuộc quận Hocking, tiểu bang Ohio, Hoa Kỳ. Năm 2010, dân số của xã này là 2.560 người.